# Fedotovia
Fedotovia es un género de arañas araneomorfas de la familia Gnaphosidae. Se encuentra en  Asia central y Mongolia. 

## Lista de especies
Según The World Spider Catalog 12.0:
- Fedotovia mongolica Marusik, 1993
- Fedotovia uzbekistanica Charitonov, 1946